# العلاقات النمساوية الجورجية
العلاقات النمساوية الجورجية هي العلاقات الثنائية التي تجمع بين النمسا وجورجيا.

## مقارنة بين البلدين
هذه مقارنة عامة ومرجعية للدولتين:
| وجه المقارنة                                              | النمسا                                                    | جورجيا                          |
| --------------------------------------------------------- | --------------------------------------------------------- | ------------------------------- |
| المساحة (كم2)                                             | 83.86 ألف                                                 | 69.70 ألف                       |
| عدد السكان (نسمة)                                         | 8.81 مليون                                                | 3.72 مليون                      |
| الكثافة السكانية (ن./كم²)                                 | 105.06                                                    | 53.37                           |
| العاصمة                                                   | فيينا                                                     | تبليسي، كوتايسي                 |
| اللغة الرسمية                                             | اللغة الألمانية، لغة الإشارة النمساوية ‏                   | اللغة الجورجية، اللغة الأبخازية |
| العملة                                                    | يورو، شلن نمساوي، رايخ مارك، شلن نمساوي                   | لاري جورجي                      |
| الناتج المحلي الإجمالي (بليون دولار)                      | 416.60 مليار                                              | 15.16 مليار                     |
| الناتج المحلي الإجمالي (تعادل القوة الشرائية) بليون دولار | 426.99 مليار                                              | 35.68 مليار                     |
| الناتج المحلي الإجمالي الاسمي للفرد دولار أمريكي          | 43.77 ألف                                                 | 3.79 ألف                        |
| الناتج المحلي الإجمالي للفرد دولار أمريكي                 | 47.68 ألف                                                 |                                 |
| مؤشر التنمية البشرية                                      | 0.885                                                     | 0.754                           |
| رمز المكالمات الدولي                                      | +43                                                       | +995                            |
| رمز الإنترنت                                              | .at                                                       | .ge، .გე ‏                       |
| المنطقة الزمنية                                           | توقيت وسط أوروبا، ت ع م+01:00، ت ع م+02:00، أوروبا/فيينا ‏ | ت ع م+04:00                     |

## مدن متوأمة
في ما يلي قائمة باتفاقيات التوأمة بين مدن نمساوية وجورجية:
- ترتبط إنسبروك مع تبليسي باتفاقية توأمة منذ 1967.[14][15][16][17]

## منظمات دولية مشتركة
يشترك البلدان في عضوية مجموعة من المنظمات الدولية، منها:
| علم المنظمة | اسم المنظمة                             | تاريخ انضمام النمسا | تاريخ انضمام جورجيا |
| ----------- | --------------------------------------- | ------------------- | ------------------- |
|             | يونسكو                                  | 13 أغسطس 1948       | 7 أكتوبر 1992       |
|             | الفريق المعني برصد الأرض                | ?                   | ?                   |
|             | مؤسسة التمويل الدولية                   | 28 سبتمبر 1956      | 29 يونيو 1995       |
|             | مجلس أوروبا                             | ?                   | 27 أبريل 1999       |
|             | مؤسسة التنمية الدولية                   | 28 يونيو 1961       | 31 أغسطس 1993       |
|             | منظمة التجارة العالمية                  | ?                   | 14 يونيو 2000       |
|             | منظمة الأمن والتعاون في أوروبا          | 25 يونيو 1973       | 24 مارس 1992        |
|             | المنظمة الأوروبية لسلامة الملاحة الجوية | 1993                | 2012                |
|             | الاتحاد البريدي العالمي                 | ?                   | ?                   |
|             | الاتحاد الدولي للاتصالات                | 1866                | 7 يناير 1993        |
|             | الأمم المتحدة                           | 14 ديسمبر 1955      | 31 يوليو 1992       |
|             | البنك الدولي للإنشاء والتعمير           | 27 أغسطس 1948       | 7 أغسطس 1992        |

## وصلات خارجية
- موقع وزارة الخارجية النمساوية
- موقع وزارة الخارجية الجورجية